# Друєвська сільська рада
55°47′22″ пн. ш. 27°27′12″ сх. д. / 55.78944° пн. ш. 27.45333° сх. д.
Дру́євська сільська рада (біл. Дру́еўскі сельсавет) — адміністративно-територіальна одиниця у складі Браславського району, Вітебської області Білорусі. Адміністративний центр сільської ради — Друя.

## Розташування
Друєвська сільська рада розташована у північній частині Білорусі, на північному заході Вітебської області, на північний схід від районного центру Браслав.
На території сільської ради розташовані озера: Константиново, Опліса, Глубощина.

## Історія
Друєвська сільська рада була утворена 8 квітня 2004 року у складі Браславського району, Вітебської області. Їй були передані 44 села ліквідованої Друєвської селищної ради та 36 сіл ліквідованої Друйської сільської ради.

## Склад сільської ради
До складу Далеківської сільської ради входить 75 населених пунктів:
| - Альбіновщина — село. - Антоново — село. - Бабишки — село. - Бандури — хутір. - Барановщина — село. - Барбаришки — село. - Безназванне — село. - Бернатовщина — село. - Більдюги — хутір. - Борки — хутір. - Борові — хутір. - Бугри — хутір. - Буковщина — хутір. - Вальтини — село. - Василево — хутір. - Верди — село. - Войсо — село. - Войти — село. - Глубощина — село. - Девелі — село. - Делікатори — село. - Дем'яни — село. - Дітківці — село. - Домброва — село. - Друйка — село. | - Друйськ — село. - Друя — агромістечко. - Залісні — хутір. - Залісся — село. - Запілля — село. - Інелі — хутір. - Ісачки — хутір. - Кадаронці — село. - Кириліно — село. - Климповщина — село. - Коковщина — село. - Кондерщина — село. - Коноваловщина — село. - Коноплянщина — село. - Кочерги — село. - Красногірка — хутір. - Кривовщина — село. - Кропішки — село. - Кяпсни — село. - Лозовка — хутір. - Луги — село. - Лук'янці — хутір. - Ляди — хутір. - Мальки — село. - Мінейти — село. | - Надріччя — село. - Опліса Друга — село. - Опліса Перша — село. - Пановка — хутір. - Піщанка — село. - Пошта Абаб'є — село. - Редкуни — село. - Репінщина — село. - Рижевщина — хутір. - Русци — село. - Саути — хутір. - Сметановщина — село. - Смульки — село. - Стефаново — хутір. - Струневщина — село. - Сурмачово — село. - Сухаревщина — хутір. - Тороповка — хутір. - Турчилово — село. - Устронь — хутір. - Федоринки — село. - Чернево — село. - Шаркелі — хутір. - Шафраново — хутір. - Яя — село. |

Населені пункти, які раніше існували на території сільської ради і зняті з обліку:
- Вальтиновщина — хутір.
- Горавки Перші — село.
- Леповка — хутір.
- Рогалево — село.
- Телеши — хутір.
- Чернявщина — село.